# Giacinto Paoli

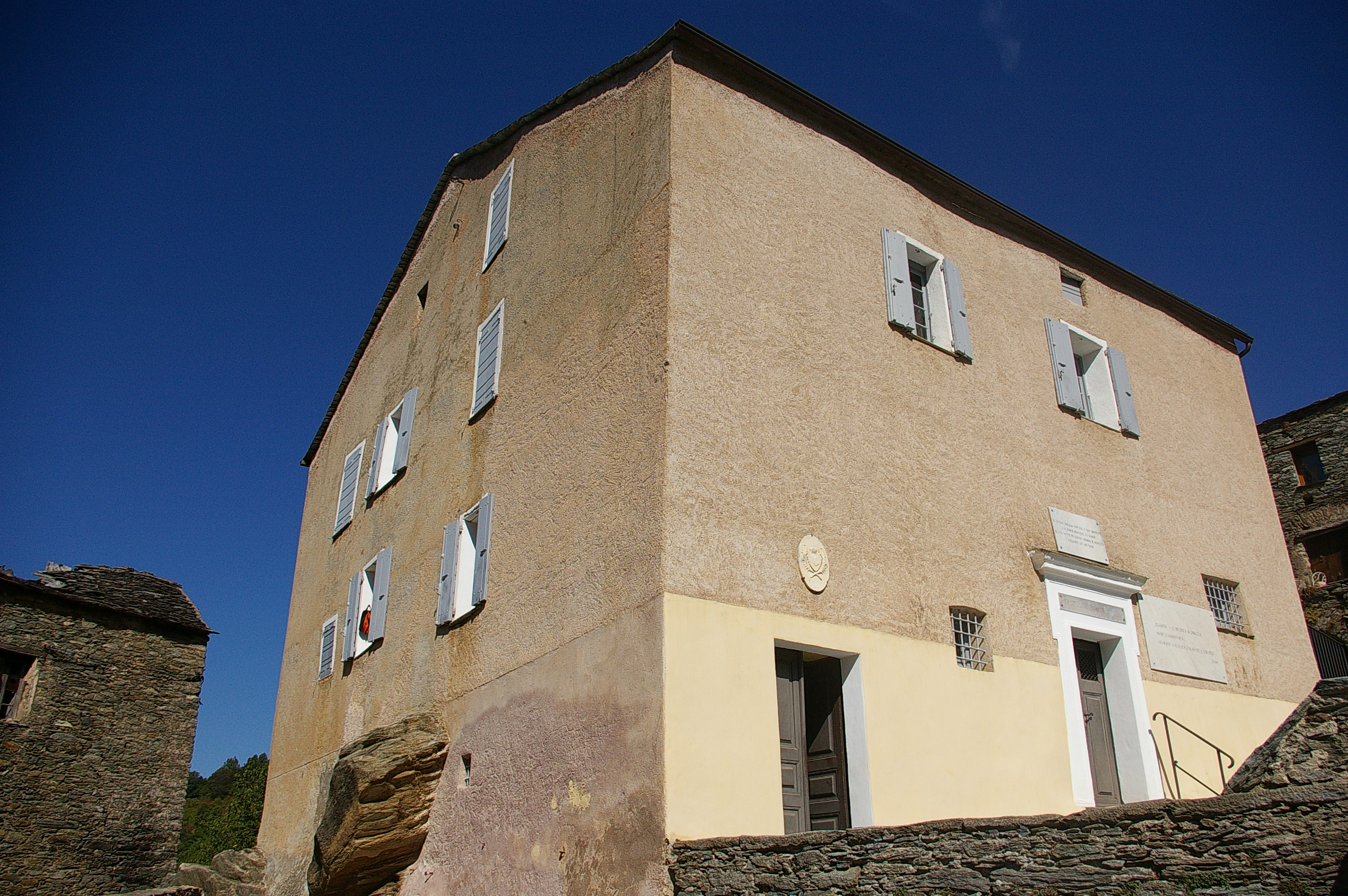
Het huis van de familie Paoli in Morosaglia

Giacinto Paoli (Frans: Hyacinthe Paoli, Corsicaans: Ghjacintu Paoli) (Morosaglia, 1690 - Napels, 1764) was een Corsicaans patriot en militair. 
Hij leidde samen met Gian Pietro Gaffori in 1733 een opstand tegen de Genuese overheersing van Corsica. In 1735 werd de onafhankelijkheid uitgeroepen en op 15 april 1736 werd het Koninkrijk Corsica uitgeroepen en Paoli werd minister onder koning Theodoor van Neuhoff. Deze laatste moest al na zeven maanden in ballingschap gaan en in 1739 moest ook Paoli vluchten voor de Genuezen naar Napels, waar hij in dienst trad van het leger van het Koninkrijk Napels.
Hij was de vader van Pasquale Paoli, die aanzien wordt als vader van de Corsicaanse natie.